# Dacus inclytus
Dacus inclytus är en tvåvingeart som först beskrevs av Munro 1984.  Dacus inclytus ingår i släktet Dacus och familjen borrflugor.
Artens utbredningsområde är Zimbabwe. Inga underarter finns listade i Catalogue of Life.